# Breviceps mossambicus
Breviceps mossambicus és una espècie de granota que viu a Botswana, República Democràtica del Congo, Malawi, Moçambic, Sud-àfrica, Eswatini, Tanzània, Zàmbia, Zimbàbue i, possiblement també, Lesotho.